# Кеннеди, Брайан
Бра́йан Ке́ннеди (англ. Brian Kennedy, полное имя Брайан Эдвард Патрик Кеннеди) − ирландский певец и композитор.

## Биография

### Детство
Родился 12 октября 1966 в Белфасте шестым ребёнком в семье. Пел в детском церковном хоре. В 1990 выпустил первый альбом «The Great War Of Words» вместе с синглами «Captured» и «Town».

### Начало сольной карьеры
В течение шести лет работал вместе с Ваном Моррисом, Джонни Митчеллом, Рейем Чарльзом, Бобом Диланом и другими во время «Blues and Soul World Tour». Затем был бэк-вокалистом Вана Морриса. Вместе с ним Моррис записал «Days Like This», «The Healing Game», «Back on Top». Записывает вместе с Джоном Ли Хукером и Ваном Моррисом альбом «One Night in San Francisco». Но по-настоящему его сольная карьера началась, когда он записал версию саундтрека «Crazy Love» для фильма «When a Man Loves a Woman». Это время в его жизни сам Брайан называет «магический период» .
В 1996 выпускает свой сольный альбом «A Better Man», который позже получил статус четырёх-платинового в Ирландии. Успех имели и три сингла «A Better Man», «Life, Love and Happiness» и «Put a Message in the Box», выпущенные с этого альбома. В 1999 году выходит «Now That I Know What I Want», а вместе с ним и сингл «These days» (записан
вместе с Ронаном Китингом), который занял третье место в ирландском хит-параде.

### Нью-ЙоркиРиверданс
В начале нового тысячелетия он присоединяется к шоу «Риверданс» в качестве певца-солиста. Он поёт в шоу «Riverdance on Broadway» специально написанные для него Биллом Уиланом песни. Диск, включающий исполнение Брайаном песен из этого шоу был выпущен компанией Decca Brodway. В это же время Брайан закладывает основу нового альбома «Get On With Your Short Life» который вышел в 2001 году. Нью-Йоркские выступления подходят к концу, и Брайан выпускает двойной альбом «Won’t You Take Me Home — The RCA Years».

### Книги и телешоу
В октябре 2002 года выходит антология ирландских рассказов «Breaking The Skin», которая включает два рассказа, написанных Брайаном, которые были выбраны автором сборника, не знавшим кто является автором историй.
В 2003 новый альбом «On Song», он становится ведущим «Gerry Anderson Radio Show». В ноябре 2003, после тура по Австралии с альбомом «Get On With Your Short Life», он возвращается в Белфаст с концертом, позже записав его на CD и DVD и выпустив «Live In Belfast». В 2004 он гастролирует по ОАЭ, Оману, Катару, в то же время выходит его дебютная новелла «The Arrival of Fergal Flynn». Выходит вторая часть альбома «On Song 2 — Red Sails In The Sunset», за этим следует очередной тур в Дубай, Австралию и Новую Зеландию, а в 2005 он пишет вторую книгу «Roman Song».

### Евровидение 2006
Был выбран представлять Ирландию на конкурсе песни Евровидение 2006 в Афинах. 3 декабря он поёт на похоронах футбольной звезды Джорджа Беста. Брайан эмоционально исполнил песни «You Raise Me Up» и «Vincent», и репортажи об этом выступлении были напечатаны в прессе по всему миру. После этого выходит сингл памяти Джорджа Беста, который спродюсировала компания Curb Records, на который были включены песни в исполнении Брайана и Питера Корри, что стало дополнением к столь памятному событию.
На Евровидении с песней «Every song is a cry for love» он занимает десятое место и набирает 93 балла. В этом же году выходит его альбом «Homebird».

### 2008
В 2008 Брайан выпускает новый альбом «Interpretations».

## Дискография

### Соло-альбомы
- The Great War Of Words (1990)
- A Better Man (1996)
- Now That I Know What I Want (1999)
- Won’t You Take Me Home (2000)
- Get On With Your Short Life (2001)
- On Song (2003)
- Live In Belfast (2004)
- On Song 2: Red Sails In The Sunset (2005)
- Homebird (2006)
- Interpretations (2008)

### Соло-синглы
- Captured (февраль 1990)
- Hollow (апрель 1990)
- Believe It (октябрь 1990)
- Intuition — A Five Track EP (март 1995)
- A Better Man — CD 1 of 2 (июнь 1996)
- A Better Man — CD 2 of 2 (июнь 1996)
- Life, Love & Happiness CD 1 of 2 (сентябрь 1996)
- Life, Love & Happiness CD 2 of 2 (сентябрь 1996)
- Put The Message In The Box CD 1 of 2 (март 1997)
- Put The Message In The Box CD 2 of 2 (март 1997)
- These Days (вместе с Ронаном Китингом) (10 сентября 1999)
- Playin' With My Heart (6 декабря 1999)
- Back In Your Arms I Hope That I Don’t Fall In Love With You (вместе с Juliet Turner) (25 февраля 2000)
- Get On With Your Short Life (Ирландск. версия) (21 сентября 2001)
- Get On With Your Short Life (Брит. версия) (17 июня 2002)
- Only Love Can Break Your Heart (19 июня 2002)
- You Raise Me Up (15 декабря 2003)
- George Best — A Tribute (23 декабря 2005)
- Every Song Is A Cry For Love (21 апреля 2006)

## Книги
- The Arrival of Fergal Flynn, 2004, новелла
- Roman Song, 2005, новелла